# Cherrocrius bruchi
Cherrocrius bruchi é uma espécie de coleóptero da tribo Anoplodermatini (Anoplodermatinae. Com distribuição restrita à Argentina.